# Santana do Maranhão
Santana do Maranhão is een gemeente in de Braziliaanse deelstaat Maranhão. De gemeente telt 11.170 inwoners (schatting 2009).